# Ford Otosan
Otosan (per esteso: Otomobil Sanayii; in italiano Industria automobilistica) è un produttore di automobili turco sede ad Istanbul. La ditta fu fondata nel 1959 derivante da una già esistente (1928) ditta di importazione di veicoli Ford, la Vehbi Koç. La società utilizzò un contratto di joint-venture stipulato con la Ford Motor Company che le permetteva fino ad oggi di produrre veicoli Ford sotto il nome di Otosan Ford. In seguito si aggiunse un accordo anche con la britannica  Reliant Motors, che permise la creazione della marca Anadol Le  Anadol, con motore Ford, rimasero in produzione dal 1966 fino al 1985.
La forma della carrozzeria in plastica di questa prima auto turca prodotta in serie fu sviluppata dallo studio di design Ogle.
Lo stabilimento Otosan di Kocaeli ricevette il riconoscimento Ford "Best Plant In The World" per gli anni 2002, 2003, 2004, 2005. Ford Otosan rifornisce inoltre con pezzi di ricambio 27 altri Paesi.

## Modelli

### Anadol
- Anadol A1 (1966-1975)
- Anadol A2 (1970-1981)
- Anadol STC-16 (1973-1975)
- Anadol SV-1600 (1973-1982)
- Anadol Böcek (1975-1977)
- Anadol A8-16/16 SL (1981-1984)

### Otosan
- Otosan 500 pikap (1971-1991)
- Otosan P-100 pikap (dal 1991; PickUp su base  Otosan Ford Taunus)
- Otosan P-250 pikap (dal  1991; langer PickUp su base Otosan Ford Taunus)

### Otosan Ford
Automobili
- Otosan Ford Taunus 17 M de Luxe (1959-1962)
- Otosan Ford Taunus 17 M P3 (1962-1968)
- Otosan Ford Taunus 15 M P6 (1968-1975)
- Otosan Ford Taunus (1980-1982; Ford Taunus Ghia)
- Otosan Ford Taunus (1982-1994; Ford Taunus)
- Otosan Ford Escort (1994-2003)
- Otosan Ford Galaxy (2003-2008)

Veicoli industriali
- Otosan Ford Transit (1976-1986)
- Otosan Ford Transit (1986-2002)
- Otosan Ford Transit (2002-2006)
- Otosan Ford Transit Connect V227 (dal 2002)
- Otosan Ford Tourneo (dal 2003)
- Otosan Ford Tourneo Connect (dal 2003)
- Otosan Transit V34X (dal 2006)

Autocarri
- Otosan Ford Cargo (dal 1999)
- Otosan Ford F-MAX (dal 2018)

## Prototipi
- 1977 Anadol FW11
- 1979 Anadol Çağdaş
- 1981 Anadol A9